# Serge Zwikker
Serge Zwikker (* 28. April 1973 in Vlaardingen) ist ein ehemaliger niederländischer Basketballspieler.

## Werdegang
Zwikkers Mutter war beruflich im Blumenhandel tätig, sein Vater Polizist. Als Jugendlicher wechselte er in die Vereinigten Staaten,  spielte jeweils ein Jahr für die Schulmannschaften der Monsignor McClancy Memorial in Queens und für die Flint Hill Preparatory School, dann zwei Jahre an der Harker Preparatory School in Potomac (Bundesstaat Maryland). Zwikker gehörte von 1992 bis 1997 der Hochschulmannschaft der University of North Carolina at Chapel Hill an. 1992/93, als North Carolina den NCAA-Meistertitel errang, nahm er nicht am Wettkampfbetrieb teil. Zwikker wurde dann zunächst selten eingesetzt, war von 1995 bis 1997 anschließend wichtiger Bestandteil der Mannschaft. In der Saison 1996/97 war der Niederländer zusammen mit Shammond Williams Mannschaftskapitän und erreichte in diesem Spieljahr Mittelwerte von 11,5 Punkten, 8,1 Rebounds sowie 1,7 geblockten gegnerischen Würfen je Begegnung.
Die Houston Rockets entschieden sich im NBA-Draftverfahren 1997 an 30. Stelle für Zwikker und nahmen ihn im Juli 1997 unter Vertrag. Der Niederländer kam aber nie in der NBA zum Einsatz. Zwikker bestritt in der Saison 1998/99 zehn Spiele für Saski Baskonia (2,1 Punkte/Spiel) in der spanischen Liga ACB sowie sieben in der EuroLeague, im Januar 1999 kam es zur Trennung. Daraufhin ging er zu Nuova Pallacanestro Gorizia nach Italien, stand im Frühjahr 1999 in elf Serie-A-Begegnungen auf dem Feld und erzielte im Mittel 6,5 Punkte. Zwikker brachte es 1999/2000 auf 20 Einsätze für CB Breogán (Liga ACB) und dabei auf durchschnittliche Werte von 4,1 Punkten sowie 3 Rebounds je Begegnung. Zu Beginn des Spieljahres 2000/01 stand er in seinem Heimatland bei Conesco Den Helder unter Vertrag, verließ die Mannschaft aber nach drei Einsätzen wieder. Er litt unter Rückenbeschwerden.
Nach dem Ende seiner Spielerlaufbahn ließ sich Zwikker wieder in den Vereinigten Staaten nieder. Der studierte Kommunikationswissenschaftler wurde im Bereich Informationstechnik beruflich tätig. Seine beiden Töchter ergriffen Volleyball als Leistungssport.

### Nationalmannschaft
Zwikker nahm 1990 mit der niederländischen Auswahl an der Junioren-Europameisterschaft teil. Später bestritt er auch Länderspiele für die Herrennationalmannschaft seines Heimatlandes.